# فلم " الضائعة "
الضائعة (بالإنجليزية: The Lost Girl) هو فيلم تلفزيوني درامي إماراتي أُنتج عام 2009، من تأليف حنان الريس، وإخراج هاني الشيباني، وإنتاج قناة الشارقة بالتعاون مع أفلام صقر الصحراء.

## القصة
تدور أحداث الفيلم حول مجموعة من الشباب الإماراتيين الذين يذهبون في رحلة شتوية إلى عزبة صحراوية يملكها والد أحدهم، بهدف قضاء عطلة نهاية الأسبوع. وبينما يمارسون رياضة "البانشي" في إحدى الليالي، يعثرون على فتاة شاردة ووحيدة في الصحراء، تبدو عليها آثار الإنهاك والضياع، ما يشير إلى وجودها لعدة أيام دون مساعدة.
تحاول المجموعة معرفة قصتها، لكنها ترفض الحديث وتنهار بالبكاء. ينقسم الشباب بين من يرغب في مساعدتها ومن يشكك في وجودها. وعندما يصل صاحب العزبة، يحاولون إخفاء وجود الفتاة تجنبًا للإحراج، لكنه يكتشف أمرها ويُصاب بصدمة شديدة تغيب وعيه مؤقتًا. وعند إفاقته، يفاجئ الجميع بقوله إنه رأى هذه الفتاة قبل عشرين عامًا.
تتوالى الأحداث لتكشف أن الفتاة لم تكن سوى شبح من الماضي، ما يدخل الشخصيات في دوامة من الذهول والتساؤلات. وتُختتم القصة بكشف الأب لمفاجأة غامضة تُعيد رسم المشهد الأخير، في لمسة تجمع بين الدراما والغموض والإثارة.

## طاقم التمثيل
- أحمد الأنصاري
- هاني الشيباني
- فاي
- حميد المهري
- محمد السعدي
- عادل الراي
- إبراهيم البلوشي

## الطاقم الفني
- تأليف: حنان الريس
- إخراج: هاني الشيباني[2]
- مخرج منفذ: حاتم صلاح الدين[2]
- موسيقى تصويرية: حاتم صلاح الدين
- مونتاج: حاتم صلاح الدين
- تنفيذ الإنتاج: أفلام صقر الصحراء

## الإنتاج والعرض
عُرض الفيلم لأول مرة على قناة الشارقة ضمن سهرات درامية رمضانية عام 2009. ويُعد من أوائل التجارب الإماراتية التي مزجت بين الدراما الاجتماعية وعنصر الغموض.

## الروابط الخارجية
- الضائعة على IMDb[2]
- صفحة الضائعة على السينما.كوم[3]
- مشاهدة الفيلم على يوتيوب[4]
- أرشيف سينماتك حداد